# Catholic News Service
Catholic News Service (CNS) és una agència de notícies americana propietat de la Conferència de Bisbes Catòlics dels Estats Units (USCCB) que informa sobre l'Església Catòlica.
Fundada el 1920, el servei nacional (Estats Units) de l'agència va tancar el 30 de desembre de 2022, però CNS continua funcionant i proporcionant informes sobre esdeveniments mundials i notícies catòliques. La plataforma de distribució nacional i els arxius de l'agència de notícies van ser adquirits per Our Sunday Visitor i utilitzats per llançar OSV News.